# Campionat d'Espanya de motocròs 2014
La temporada de 2014 del Campionat d'Espanya de motocròs fou la 56a edició d'aquest campionat, organitzat per la Reial Federació Motociclista Espanyola. El calendari oficial constava de 8 proves puntuables, celebrades entre el 23 de febrer i el 26 d'octubre. Dues de les proves programades es disputaren als Països Catalans: Motocròs d'Albaida (23 de febrer) i Motocròs de Bellpuig (12 d'octubre).

## Classificació final

### MX2
| Posició | Pilot            | Motocicleta | Punts |
| ------- | ---------------- | ----------- | ----- |
| 1       | Ander Valentín   | Yamaha      | 371   |
| 2       | Iker Larrañaga   | Husqvarna   | 342   |
| 3       | Nil Arcarons     | KTM         | 254   |
| 4       | Francisco Haro   | Yamaha      | 222   |
| 5       | Carlos Fernández | Kawasaki    | 219   |
| 6       | Alonso Sánchez   | Honda       | 208   |
| 7       | Francesc Mataró  | ?           | 202   |
| 8       | Marc Sans        | KTM         | 147   |
| 9       | Nil Bussot       | ?           | 147   |
| 10      | Lluís Riera      | Kawasaki    | 132   |

### MX Elite
| Posició | Pilot                | Motocicleta | Punts |
| ------- | -------------------- | ----------- | ----- |
| 1       | José Antonio Butrón  | KTM         | 400   |
| 2       | Alvaro Lozano        | Yamaha      | 289   |
| 3       | Joan Cros            | KTM         | 281   |
| 4       | José Luis Martínez   | Yamaha      | 188   |
| 5       | Francisco Utrilla    | Kawasaki    | 186   |
| 6       | Juan Pérez           | Husqvarna   | 170   |
| 7       | Gerard Salavedra     | KTM         | 166   |
| 8       | Philip Tomas Kihlman | KTM         | 158   |
| 9       | Francisco José Ortiz | Kawasaki    | 152   |
| 10      | Cristian Oliva       | Kawasaki    | 132   |

## Categories inferiors
Font:
| Campionat        | Guanyador          | Motocicleta |
| ---------------- | ------------------ | ----------- |
| Trofeu Sub-18    | Iker Larrañaga     | Husqvarna   |
| Copa MX125       | Rubén Fernández    | KTM         |
| MX85             | Álex Santín        | Husqvarna   |
| MX65             | David Braceras     | KTM         |
| Trofeu MX50      | Víctor Puig        | KTM         |
| Copa MXMaster 35 | Javier García Vico | Honda       |
| Copa MXMaster 40 | Josep Font         | Honda       |